# Guy Sebastian
Guy Sebastian (Klang, Maleisië, 26 oktober 1981) is een Australische singer-songwriter van Maleisische afkomst. In 2003 werd hij de eerste winnaar van Australian Idol en in 2015 nam hij namens Australië deel aan het Eurovisiesongfestival in Wenen. Hier eindigde hij op de vijfde plaats.

## Biografie
Sebastian werd geboren in het Maleisische Klang. Zijn vader, die ook in Maleisië geboren is, is van Sri Lankaanse Tamil afkomst en heeft verre Portugese roots. Zijn moeder is van Engels-Portugese afkomst en groeide op in India. Guy is de tweede van vier zonen, zijn oudere broer werd in India geboren, terwijl zijn twee jongere broers in Australië geboren werden nadat de familie in 1988 hiernaar emigreerde. Na een aantal jaar in Melbourne vestigde de familie zich definitief in Adelaide.
In 2003 deed hij succesvol auditie voor Australian Idol met het liedje Ribbon in the Sky van Stevie Wonder. Hij werd geprezen door de jury's en kreeg vele fans. Op 19 november 2003 won hij de wedstrijd en kreeg een platencontract. In zes dagen tijd nam hij zijn debuutalbum op, waarop ook drie liedjes stonden waaraan hij meegeschreven had. Hij nam ook deel aan World Idol, waar hij slechts zevende werd.
Zijn eerste single Angels Brought Me Here kwam meteen op één binnen in de Australische hitlijst en werd de bestverkopende single van 2003 en kreeg vier keer platina. Zijn debuutalbum Just as I am behaalde ook de eerste plaats op de lijst.
Sebastian bracht al acht albums uit die in de top tien belandden en twaalf singles, waarvan zes nummer 1-hits. Hij is de enige Australische mannelijke zanger die zes nummer 1-hits op zijn palmares heeft. Van 2010 tot 2012 was hij jurylid in de Australische versie van The X Factor. Ook in Nieuw-Zeeland scoorde hij al verscheidene hits. Zijn album Battle Scars was ook een groot succes in Noorwegen.

### Jurylid
Sebastian is daarnaast bekend als jurylid in verschillende talentenjachten. 
- The X Factor Australië (2010-2012, 2015-2016) - als jurylid samen met Natalie Imbruglia & Kyle Sandilands (2010), Natalie Bassingthwaighte, Ronan Keating (2010-2012), Mel B (2011-2012, 2016), Chris Isaak, James Blunt, Dannii Minogue (2015), Iggy Azalea & Adam Lambert (2016)
- The Voice Australia (2019-heden) - als coach samen met Delta Goodrem, Kelly Rowland, Boy George (2019-2020), Jessica Mauboy, Rita Ora (2021-2023), Keith Urban (2021-2022), Jason Derülo (2023), Adam Lambert, Kate Miller-Heidke, LeAnn Rimes (2024)

### Privéleven
Sebastian is in 2008 getrouwd en heeft twee zoons.

## Nummer 1-hits in Australië
- Angels Brought Me Here (2003)
- All I Need is You (2004)
- Out with My Baby (2004)
- Like It Like That (2009)
- Who's That Girl (2010)
- Battle Scars (2012)

## Discografie

### Singles
| Single met eventuele hitnotering(en) in de Nederlandse Top 40 | Datum van verschijnen | Datum van binnenkomst | Hoogste positie | Aantal weken | Opmerkingen                                                        |
| ------------------------------------------------------------- | --------------------- | --------------------- | --------------- | ------------ | ------------------------------------------------------------------ |
| Tonight Again                                                 | 2015                  | -                     |                 |              | Inzending Eurovisiesongfestival 2015 / Nr. 71 in de Single Top 100 |
| Before I Go                                                   | 2019                  | 02-02-2019            | 9               | 17           | Nr. 41 in de Single Top 100 / Nr. 9 in 538 Top 50                  |
| Choir                                                         | 2019                  | 08-06-2019            | tip1            | -            |                                                                    |

| Single met hitnotering(en) in de Vlaamse Ultratop 50 | Datum van verschijnen | Datum van binnenkomst | Hoogste positie | Aantal weken | Opmerkingen                          |
| ---------------------------------------------------- | --------------------- | --------------------- | --------------- | ------------ | ------------------------------------ |
| Like a Drum                                          | 2014                  | 02-08-2014            | tip61           | -            |                                      |
| Tonight Again                                        | 2015                  | 30-05-2015            | tip28           | -            | Inzending Eurovisiesongfestival 2015 |
| Before I Go                                          | 2019                  | 16-03-2019            | tip24           | -            |                                      |